# 城巴9號線
城巴9號線是香港的一條巴士線，來往筲箕灣及石澳，是目前唯一一條全日服務石澳地區的專營巴士路線。

## 歷史
- 1920年代，香港上海大酒店曾經開辦一條來往香港大酒店至大浪灣的無編號巴士路線，1933年6月11日地區專利生效時，中巴卻沒有營辦此線。
- 1951年4月16日：投入服務，由中華巴士營辦，初時只在平日及假日分別由筲箕灣及石澳對開4班及9班車，但後來因為乘客太多，所以6天後已經將假日班次由早上11:00起至19:00改為1小時一班，石澳尾車開晚上19:30，全程收費$0.7，以哥連臣角道為分段收費點（哥連臣角道往返筲箕灣及石澳的收費分別是$0.3及$0.4）。
- 1960年2月15日：配合中巴實施新分段收費措施，全程收費減至$0.6。
- 1970年6月26日：為應付狹窄多彎同時在近鶴咀180度彎角的石澳道，又要應付不斷增長的載客量而改派短身佳牌阿拉伯五型巴士（Guy Arab MK V）行走。
- 1980年代：改用勝利二型（LV）行走。
- 1996年6月9日：於假日引入丹尼士飛鏢（DC）單層空調巴士。
- 1997年：配合石澳道定線改動，來回程繞經鶴咀道（近大風坳一段）。
  - 石澳道於1990年代因配合石澳石礦場修復工程，石澳道近礦場一段需重新定線作出拉直以縮短路程600米，而原設有急彎的路段（大風坳）則劃為鶴咀道的一部份，並於盡頭設立迴旋處，工程於1997年完竣[4]。工程竣工後，因應鶴咀村及芽菜坑村居民出入的需要，本線隨石澳道更改走線，來回程需繞經劃入鶴咀道的舊石澳道一段，因此在假日部份班次或會因巴士於石澳總站已滿載而不入鶴咀道。
- 1998年9月1日：中巴專營權結束，改由新巴接辦。
- 2000年1月21日：改派10.3米丹尼士三叉戟三型巴士行走，並提升至全空調服務。[5]
- 2000年1月24日：提升至全空調服務，派車改為10.3米丹尼士三叉戟（33XX）。
- 2000年1月後：由全冷線改回冷熱混合服務，以兩輛空調巴士和兩輛非空調巴士相間行走，非空調巴士維持由利蘭勝利二型行走。此改動乃新巴作出讓步，以回應石澳區內居民於路線提升為全空調巴士後指，當區只有新巴提供獨家的專營巴士服務（石澳其他公共交通工具只有紅色小巴和的士），空調巴士車費昂貴（當時為$6.2），較非空調巴士高出2元。
- 2000年3月20日：由石澳開出之頭班車提早至06:00。
- 2000年8月底：因適合行走此路線的最後一款新巴非空調巴士——利蘭勝利二型已全數退役，正式改為全空調服務。
- 2000年12月4日：星期一至六往石澳方向增加2班繞經大浪灣之班次，分別為20:00及20:20。
- 2001年5月14日：星期一至六往石澳方向增加4班繞經大浪灣之班次，分別為21:20、22:00、23:00及23:30。
- 2013年7月1日：配合新巴專營權延續，往石澳方向增設往山翠苑的雙向分段收費。
- 2013年11月3日：星期日及公眾假期往石澳方向增加2班繞經大浪灣之班次，分別為18:37及20:05。
- 2015年8月16日：星期日及公眾假期繞經鶴咀之班次，改為25-35分鐘一班；並於泳季期間的星期日及公眾假期，14:00-18:00加設由大浪灣經石澳往筲箕灣之班次，每30分鐘一班。
- 2018年8月31日：增設實時抵站時間查詢服務。
- 2023年7月1日：兩巴專營權合併，改由城巴接辦。

## 服務時間及班次
| 筲箕灣開                  | 筲箕灣開            | 筲箕灣開     | 石澳開                    | 石澳開              | 石澳開              |
| 日期                      | 服務時間            | 班次（分鐘） | 日期                      | 服務時間            | 班次（分鐘）        |
| ------------------------- | ------------------- | ------------ | ------------------------- | ------------------- | ------------------- |
| 星期一至五及 公眾假期前夕 | 06:00-09:00         | 15           | 星期一至五及 公眾假期前夕 | 06:00-09:00         | 15                  |
| 星期一至五及 公眾假期前夕 | 09:00-19:30         | 18           | 星期一至五及 公眾假期前夕 | 09:00-20:06         | 18                  |
| 星期一至五及 公眾假期前夕 | 19:48               | 19:48        | 星期一至五及 公眾假期前夕 | 20:18               | 20:18               |
| 星期一至五及 公眾假期前夕 | 20:00-23:00         | 20           | 星期一至五及 公眾假期前夕 | 20:30-23:30         | 20                  |
| 星期一至五及 公眾假期前夕 | 23:30、00:00        | 23:30、00:00 | 星期一至五及 公眾假期前夕 | 00:00、00:30        | 00:00、00:30        |
| 星期一至五及 公眾假期前夕 | 00:30、01:00        | 00:30、01:00 | 星期一至五及 公眾假期前夕 | 01:00、01:30        | 01:00、01:30        |
| 星期六                    | 06:00-09:00         | 15           | 星期六                    | 06:00-09:00         | 15                  |
| 星期六                    | 08:37、08:45        | 08:37、08:45 | 星期六                    | 09:00-19:00         | 12                  |
| 星期六                    | 09:00-18:48         | 12           | 星期六                    | 19:00-20:00         | 15                  |
| 星期六                    | 19:04               | 19:04        | 星期六                    | 20:18               | 20:18               |
| 星期六                    | 19:20-23:00         | 20           | 星期六                    | 20:30-23:30         | 20                  |
| 星期六                    | 23:00-01:00         | 30           | 星期六                    | 23:30-01:30         | 30                  |
| 星期日及公眾假期          | 06:00-08:00         | 15           | 星期日及公眾假期          | 06:00-08:30         | 15                  |
| 星期日及公眾假期          | 08:00-17:06         | 7            | 星期日及公眾假期          | 08:44               | 08:44               |
| 星期日及公眾假期          | 17:14               | 17:14        | 星期日及公眾假期          | 08:51-20:45         | 7                   |
| 星期日及公眾假期          | 17:21-19:45         | 7            | 星期日及公眾假期          | 20:45-00:00         | 15                  |
| 星期日及公眾假期          | 19:55、20:05        | 19:55、20:05 | 星期日及公眾假期          | 00:30、01:00、01:30 | 00:30、01:00、01:30 |
| 星期日及公眾假期          | 20:15-23:30         | 15           | 星期日及公眾假期          |                     |                     |
| 星期日及公眾假期          | 00:00、00:30、01:00 |              | 星期日及公眾假期          |                     |                     |

註：
1. 紅字班次祇限公眾假期前夕提供服務
2. 逢星期六、日及公眾假期，本線的班次或會因應乘客需求及天氣狀況而作出調整
3. 假日部份班次不經鶴咀
4. 以下班次繞經大浪灣：

- 筲箕灣開：
  - 星期一至五：07:00、08:00、12:00、12:54、13:48、14:42、16:30、18:36、19:12、19:30、20:00、20:20、21:00、21:20、22:00、23:00、23:30、00:00
  - 星期六：07:00、08:00、12:00、13:00、13:48、14:48、16:36、18:36、19:20、19:40、20:00、20:20、21:00、21:20、22:00、23:00、23:30、00:00
  - 星期日及公眾假期：12:05、12:54、13:50、14:46、16:31、18:37、20:05
- 石澳開：
  - 星期一至六：15:54

## 收費
全程：$8.7
筲箕灣開
| 落車站＼上車站 | 山翠苑 或之前 | 西灣濾水廠 或之前 | 大浪灣道 或之前 | 石澳 或之前 |
| -------------- | ------------- | ----------------- | --------------- | ----------- |
| 筲箕灣起       | $5.5^         | $7.6^             | $8.7            | $8.7        |
| 哥連臣角起     | 不適用        | $4.9              | $4.9            |             |
| 大浪灣道起     | 不適用        | $4.5              |                 |             |

- 有 ^ 之收費必須以八達通卡繳付，並須於下車前再次確認八達通卡方可享有此優惠。

石澳開
| 落車站＼上車站 | 大浪灣道 或之前 | 筲箕灣 或之前 |
| -------------- | --------------- | ------------- |
| 石澳起         | $4.5^           | $8.7          |
| 山翠苑起       | 不適用          | $4.9          |

- 有 ^ 之收費必須以八達通卡繳付，並須於下車前再次確認八達通卡方可享有此優惠。

| - 本線設有12歲以下小童及65歲或以上長者半價優惠。 - 65歲或以上香港居民使用「樂悠咭」，以及12歲以下合資格殘疾兒童使用「殘疾人士身份」個人八達通繳付車資，均可享有每程$2.0或半價（以較低者為準）的票價優惠；12至64歲合資格殘疾人士使用「殘疾人士身份」個人八達通（包括「樂悠咭」），以及60至64歲香港居民使用「樂悠咭」繳付車資，均可享有每程$2.0或全費（以較低者為準）的票價優惠。 - 65歲或以上長者如使用長者或一般個人八達通繳付車資，則只可享有半價優惠；12至64歲合資格殘疾人士如不使用「殘疾人士身份」個人八達通，以及60至64歲人士如不使用「樂悠咭」繳付車資，必須繳付全費。 - 乘客可以現金或八達通於上車時付款，不設找續。 - 每位成人乘客可免費攜帶最多兩名4歲以下而不佔座位的兒童乘客乘車，超額之4歲以下小童必須繳付小童車費乘車。 - 九龍巴士、城巴及龍運巴士全職員工及家屬（不包括外判職員）可免費乘搭本路線，惟必須拍職員或職員家屬八達通。 - 乘客亦可使用AlipayHK「易乘碼」、支付寶、 WeChatHK／微信支付「搭車碼」、銀聯雲閃付「乘車碼」及BOC Pay「乘車碼」、具有感應式支付功能的VISA、Mastercard及銀聯卡，以及Apple Pay、Google Pay及Samsung Pay流動支付平台繳付車資。使用此支付方式的乘客可享有中途下車之分段收費，以及與其他城巴獨營路線或聯營線城巴班次之轉乘優惠，惟不適用於與非城巴路線之轉乘優惠。使用此支付方式的乘客亦不能享有「公共交通費用補貼計劃」及「長者及合資格殘疾人士公共交通票價優惠計劃」。 - 此路線接受以AlipayHK「易乘碼」及銀聯雲閃付「乘車碼」繳付車資。使用此等付款方式將只可享有其他同樣接受此付款方式的新巴／城巴路線或聯營路線之新巴／城巴班次的轉乘優惠，亦不能受惠於劃一$2票價優惠及公共交通費用補貼計劃。 |

### 八達通轉乘優惠
乘客登上本線後指定時間內以同一張八達通卡轉乘以下路線，或從以下路線登車後指定時間內以同一張八達通卡轉乘本線，次程可獲車資折扣優惠：
9←→2X、720(A)，轉乘時限為90分鐘
- 9往筲箕灣 → 2X往會展站，次程可獲$1折扣優惠
- 9往筲箕灣 → 720往中環或720A往金鐘，次程可獲$1.1折扣優惠
- 2X往嘉亨灣 → 9往往石澳，次程可獲$1折扣優惠
- 720往嘉亨灣 → 9往往石澳，次程可獲$1.1折扣優惠

9←→682、694，次程可獲$1.5折扣優惠
- 9往筲箕灣 → 682往馬鞍山，轉乘時限為180分鐘
- 9往筲箕灣 → 694往將軍澳，轉乘時限為90分鐘
- 682(A/B/P)往柴灣 → 9往石澳，轉乘時限為180分鐘
- 694往小西灣 → 9往石澳，轉乘時限為120分鐘

## 用車

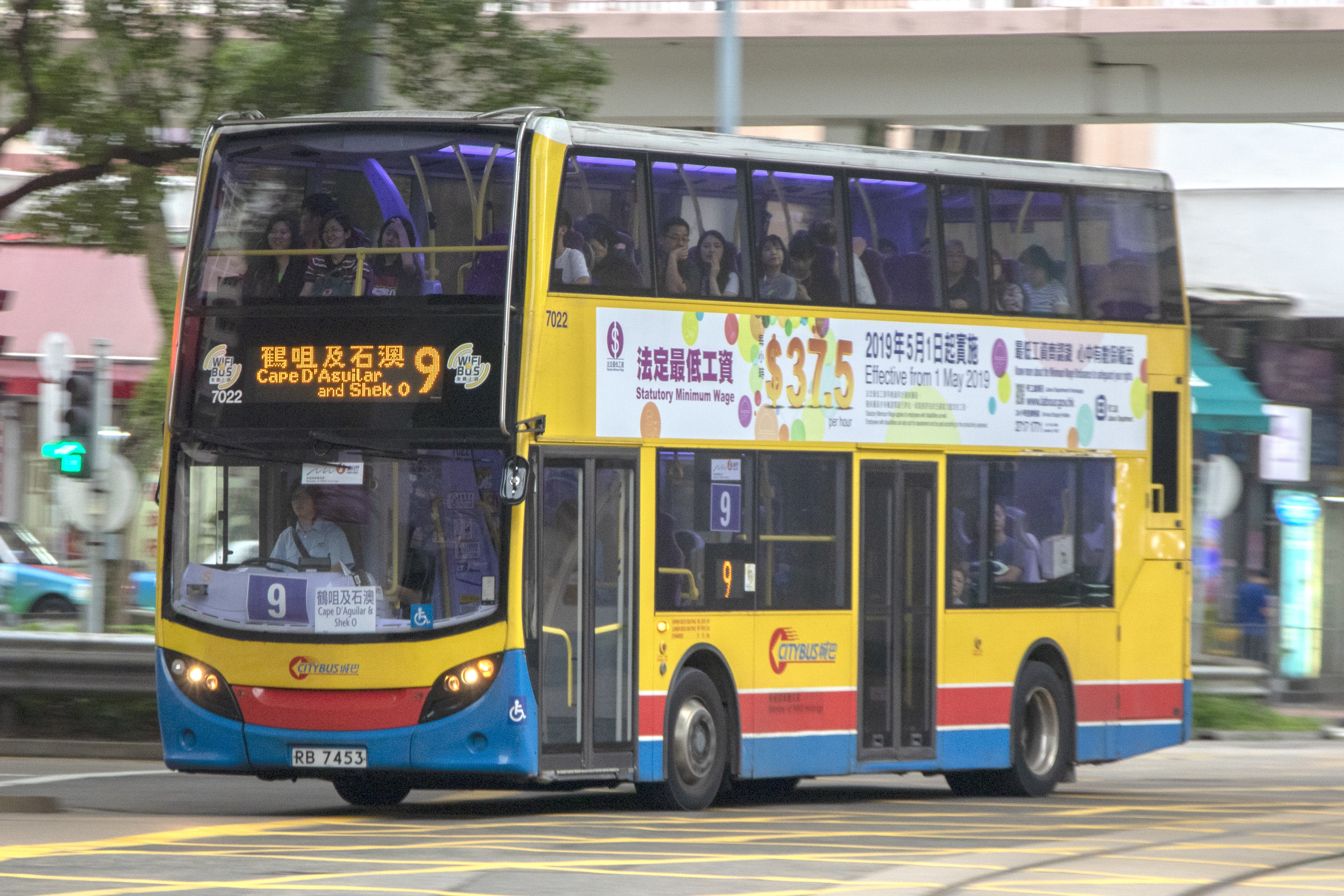
受山頂纜車暫停服務影響，新世界第一巴士向城巴租用部分亞歷山大丹尼士Enviro 400（7000-7059）行走9及線，以便該公司騰出足夠Enviro400 Euro V（3800-3859）行走受加列山道天橋高度限制的、及線。圖為7022／RB7453行走9號線前往石澳。

中巴於1970年6月26日起改派短身佳牌阿拉伯五型雙層巴士（Guy Arab MK V）行走，1980年代改用勝利二型（LV）行走，1996年6月9日起於假日引入Dennis Dart（DC）單層空調巴士。1998年9月1日中巴專營權結束，改由新巴接辦，初時用車仍然沒有變更。但隨著時光流逝，勝利二型車齡已愈來愈高，加上空調巴士是大勢所趨，又因石澳道路面限制，無法使用長過11米的巴士，因此新巴特意訂購10.3米Dennis Trident矮身空調巴士（3301-3360），於2000年1月21日起改派該款巴士行走，並提升至全空調服務。
不過當時被石澳居民投訴，當地只有新巴提供獨家的專利巴士服務（石澳其他公共交通工具只有紅色小巴和的士），而且當時空調巴士車費$6.2，比非空調巴士高出$2，因此新巴在同月安排2輛空調巴士和2輛非空調巴士相間行走本線，而非空調巴士則維持由勝利二型行走，直至同年8月勝利二型巴士全線退役為止。
隨著丹尼士三叉戟年事已高，即將退役，新巴於2017年4月24日起，加入Enviro400 Euro V（3800-3859），並逐漸成為此線的主力。然而，受山頂纜車暫停服務影響，新世界第一巴士向城巴租用部分亞歷山大丹尼士Enviro 400（7000-7059）行走本線及14線，以便該公司騰出足夠Enviro400 Euro V（3800-3859）行走受加列山道天橋高度限制的15、15B及X15線。2019年，受山頂纜車暫停服務影響，新世界第一巴士向城巴租用部分亞歷山大丹尼士Enviro 400（7000-7059）行走本線及14線，以便騰出足夠Enviro400 Euro V（3800-3859）行走受加列山道天橋高度限制的15、15B及X15線。
於需求較高時段 （例如假日及春秋二祭）,除了獲派亞歷山大丹尼士Enviro 500 MMC 11.3米 （4040-4091）或富豪B9TL11.3米空調巴士 （4500-4529）,並會向城巴租用部分亞歷山大丹尼士Enviro 400（7000-7059）行走本線及14線，以便騰出足夠Enviro400 Euro V 3800-3859行走新巴15/X15線。
2023年5月18日起，隨著新巴將會併入至城巴，一度再次向城巴租用部分亞歷山大丹尼士Enviro 400（7000-7059）行走本線及14線，城巴正式營運該兩條路線後，該車款陸續成為主力用車。

## 行車路線
筲箕灣開經：未命名路、南安里、筲箕灣道、柴灣道、大潭道、石澳道、鶴咀道、（石澳道、大浪灣道）及石澳道。
石澳開經：石澳道、（大浪灣道、石澳道）、鶴咀道、石澳道、大潭道、柴灣道、筲箕灣道、愛秩序街及南安街。

### 沿線車站
| 筲箕灣開 | 筲箕灣開       | 筲箕灣開       | 石澳開 | 石澳開         | 石澳開         |
| 序號     | 車站名稱       | 位置           | 序號   | 車站名稱       | 位置           |
| -------- | -------------- | -------------- | ------ | -------------- | -------------- |
| 1        | 筲箕灣         | 筲箕灣巴士總站 | 1      | 石澳           | 石澳巴士總站   |
| 2        | 明華大廈       | 柴灣道         | 2      | 石澳警署       | 石澳道         |
| 3        | 阿公岩道       | 柴灣道         | *      | 大浪灣         | 大浪灣道       |
| 4        | 鯉魚門公園     | 柴灣道         | 3      | 石澳道21號     | 石澳道         |
| 5        | 山翠苑         | 大潭道         | 4      | 石澳道1號      | 石澳道         |
| 6        | 女童軍訓練中心 | 大潭道         | 5      | 石澳道4號      | 石澳道         |
| 7        | 新橋面         | 大潭道         | 6&     | 鶴咀           | 鶴咀道         |
| 8        | 西灣濾水廠     | 大潭道         | 7      | 石礦場         | 石澳道         |
| 9        | 歌連臣角       | 石澳道         | 8      | 土地灣         | 石澳道         |
| 10       | 蓮鶴仙觀       | 石澳道         | 9      | 爛泥灣         | 石澳道         |
| 11       | 爛泥灣         | 石澳道         | 10     | 蓮鶴仙觀       | 石澳道         |
| 12       | 土地灣         | 石澳道         | 11     | 歌連臣角       | 石澳道         |
| 13       | 石礦場         | 石澳道         | 12     | 大潭道         | 石澳道         |
| 14&      | 鶴咀           | 鶴咀道         | 13     | 女童軍訓練中心 | 大潭道         |
| 15       | 石澳道4號      | 石澳道         | 14     | 山翠苑         | 大潭道         |
| 16       | 石澳道1號      | 石澳道         | 15     | 筲箕灣官立中學 | 柴灣道         |
| *        | 大浪灣         | 大浪灣道       | 16     | 阿公岩道       | 柴灣道         |
| 17       | 大浪灣道       | 石澳道         | 17     | 筲箕灣         | 筲箕灣巴士總站 |
| 18       | 石澳警署       | 石澳道         |        |                |                |
| 19       | 石澳           | 石澳巴士總站   |        |                |                |

註：

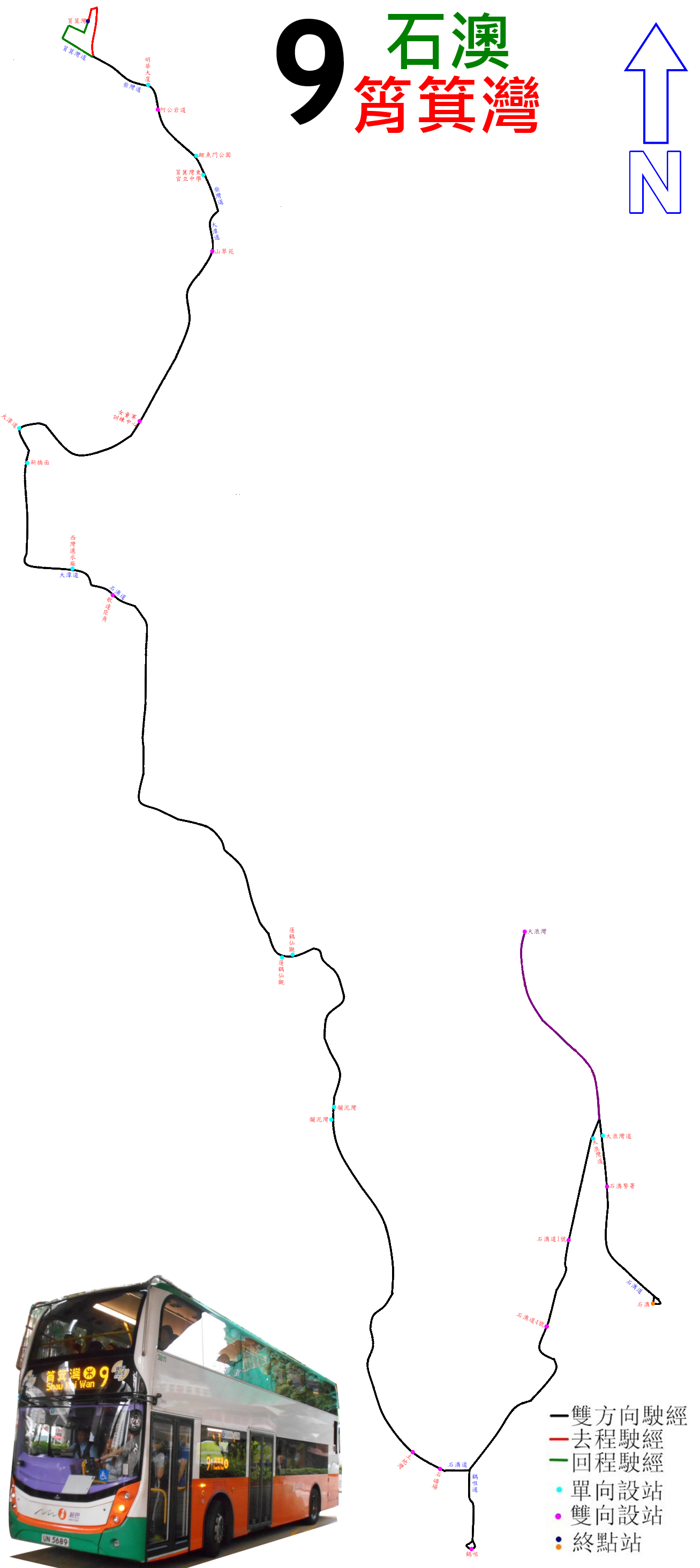
本線的走線圖

1. 有 * 號之車站祇限部分班次停靠，詳情請參見上方「服務時間及班次」段落。
2. 逢泳季的星期日及公眾假期，本線將改以石澳泳灘公共停車場作為終點站，而不停石澳巴士總站。
3. 假日部份班次不經帶&之車站。

## 客量
本路線服務石澳居民往來市區，以及前往石澳一帶郊遊及暢泳的人士，雖然平日受紅色小巴競爭，但每逢週末及假日均有大量乘客乘搭此路線，頂閘情況頻繁。

## 小資料
本路線的石澳總站，按區議會地區分界屬於南區的赤柱及石澳選區（D17），因此本線實際上是跨區路線，亦成為港島區首條來往東區至南區的專利巴士路線，不過石澳本身在地理上比較接近東區的柴灣，離南區主要中心香港仔距離甚遠；另外，雖然石澳與最近的南區市鎮赤柱只是相隔著大潭灣，在石澳半島的西岸平時都可以很清楚看到在海灣對面的赤柱，但要從石澳到赤柱都必須路經哥連臣角，前往石澳的本線會在駛離哥連臣角後，與開往赤柱的城巴14線分頭行駛。
此外，本線是少有能夠使用車身較長的11.3米用車的郊區路線。

## 外部連結
- 城巴/新巴官方路線資料 （页面存档备份，存于）
- 新巴9號線路線圖 （页面存档备份，存于）
- 新巴9號線詳細時間表 （页面存档备份，存于）